# Baroul București
Baroul București este cel mai numeros barou din România, membru al U.N.B.R., incluzând peste 10.000 de avocați în exercițiu, ceea ce reprezintă aproape jumătate din numarul total al avocaților din întreaga țară. Fondat la 30 septembrie 1831 și reorganizat la 24 iunie 1865, în urma adoptării primei Legi privind organizarea corpului de avocați (decembrie 1864), Baroul din București (de Ilfov, cum s-a numit inițial) a reprezentat nucleul în jurul căruia s-a afirmat și s-a manifestat profesia de avocat în România.
De-a lungul istoriei sale, Baroul București a cunoscut mai multe etape de dezvoltare:
- între 1831 și 1865 s-au născut premisele organizării moderne;
- perioada 1865-1921 a reprezentat epoca formării și afirmării, urmată de cea a reîntregirii și consolidării (între cele două războaie mondiale);
- de restriștea din timpul regimului comunist;
- renașterea post-1989 și integrarea europeană.

Baroul din capitală, consiliul de disciplină și decanii săi au dat întotdeauna tonul în viața Corpului de avocați, reacționând la vicisitudini, corectând defectele și impunând exigențele progresului.
Inițiativele privind modificarea și perfecționarea legislației în domeniu, dialogul cu magistratura și ceilalți factori implicați în distribuirea dreptății, raporturile cu celelalte puteri ale statului ori contactele cu barourile lumii au pornit ori s-au făcut de aici.

## Organizarea Baroului București

### Adunarea Generală
- este formată din toți avocații cu drept de exercitare a profesiei, membri ai Baroului București [2]

### Decan
În prezent (mandat 2023-2027):
- Avocat Dr. Aurel CIOBANU

### Prodecani
În prezent (mandat 2023-2027):
- Av. Iosif FRIEDMANN-NICOLESCU
- Av. Ion ILIE-IORDĂCHESCU

### Consiliul Baroului Bucuresti
Baroul București este condus de un Consiliu format din 17 membri/consilieri, coordonați de Decanul Baroului și de doi prodecani. Fiecare consilier coordonează activitatea unui anumit domeniu/resort de activitate. Consiliul este ales pentru o perioadă de 4 ani. Actualul Consiliu al Baroului București este ales pentru mandatul 2023-2027.
În prezent Consiliul Baroului Bucuresti are urmatoarea componenta: |CIOBANU AUREL |-|FRIEDMANN-NICOLESCU IOSIF |-|ILIE-IORDACHESCU  ION |-|CERVA NADIA-COSMINA|- |CIOBANU PETRUT |-|ION DRAGNE |-|FENECHIU CATALIN-DANIEL |-  |LALU CORNELIA |-|MOLOMAN GEORGE-CLAUDIU|-|NAUBAUER STEFAN |-|NEMES VASILE |-|OANCEA DAN |-|PAUN ALEXANDRU|-|PIPEREA PETRE|-|RACOVICEANU SILVANA- MIHAELA|-|STOICA MIHNEA OCTAVIAN |-|TEODOSIU FLAVIA CRISTINA| 

## Maeștrii Baroului București
Bara românească a strălucit începând de la București și radiind de aici în întreaga țară prin maeștri precum: Aristide Pascal, Constantin Bozianu, G. Vernescu, D. Gianni, dintre cei mai vechi, Nicolae Titulescu, Take Ionescu, C.G. Dissescu, Toma Stelian de la sfârșit de veac XIX și început de secol XX, Istrate N. Micescu, „prințul avocaților români”, Dem. I. Dobrescu, Radu D. Rosetti, Petre Pandrea, din „epoca de aur” interbelică, Paul Vlahide, Nicolae Cerveni, Victor Anagnoste din ultimul pătrar de veac au purtat nemuritorul titlu de membru al Baroului București.

## Afilieri internaționale
Baroul București este membru al unor importante organisme internaționale ale profesiei de avocat:
- membru colectiv al Uniunii Internaționale a Avocatilor/Union Internationale des Avocats/U.I.A, din 1927;
- membru colectiv al Baroului Internațional/International Bar Association/I.B.A., din 1992;
- membru fondator al Asociației Barourilor din zona Mării Negre/Black Sea Countries Bar Association/B.C.B.A., din anul 1994.